# Parafia św. Joachima i Anny w Legnicy
Parafia św. Joachima i św. Anny w Legnicy – rzymskokatolika parafia znajdująca się w dekanacie Legnica Wschód w diecezji Legnickiej. Obsługiwana przez księży diecezjalnych. Erygowana 25 czerwca 1995. Mieści się przy alei Rzeczypospolitej 135. Jej proboszczem jest ks. Marian Zieja.

## Zasięg parafii
Do parafii należą wierni z Legnicy, mieszkający przy ulicach: Bielańskiej 1-27, Cedrowej 9-21, Chyły 1-11, Dębowej 1-50, Granicznej 2-18, Gumińskiego 2-36, Jana III Sobieskiego 1-55, Jurosa, Kertyńskiego 2-20, Klonowicza 1-18, Kwiatkowskiego 1-20, Langiewicza 1-12, Legionów 1-24, Limbowej 1-20, Myrka 1-17, Myśliwca 2-4, Nowowiejskiej 1-32, Okrężnej 2-27, Olszewskiego 2-16, Opolskiej 1-20, Piaskowskiego, Podchorążych 1-31, Podmiejskiej 1-12, Pszenicznej 2-23, Rzeczypospolitej numery parzyste 78-126 i nieparzyste 87-135, Skrajnej 1-46, Sosnowej 1-34, Sportowców 1-5, Staszica 1-48, Świerkowej 3-17, Topolowej 1-4, Wiązowej 1-14, Wiejskiej 1-20, Wierzbowej 1-19, Wysokiego 1-44, Zagrodowej 1-28, Zamiejskiej 1-4 i Ziarnika 1-18.